# Peixateria

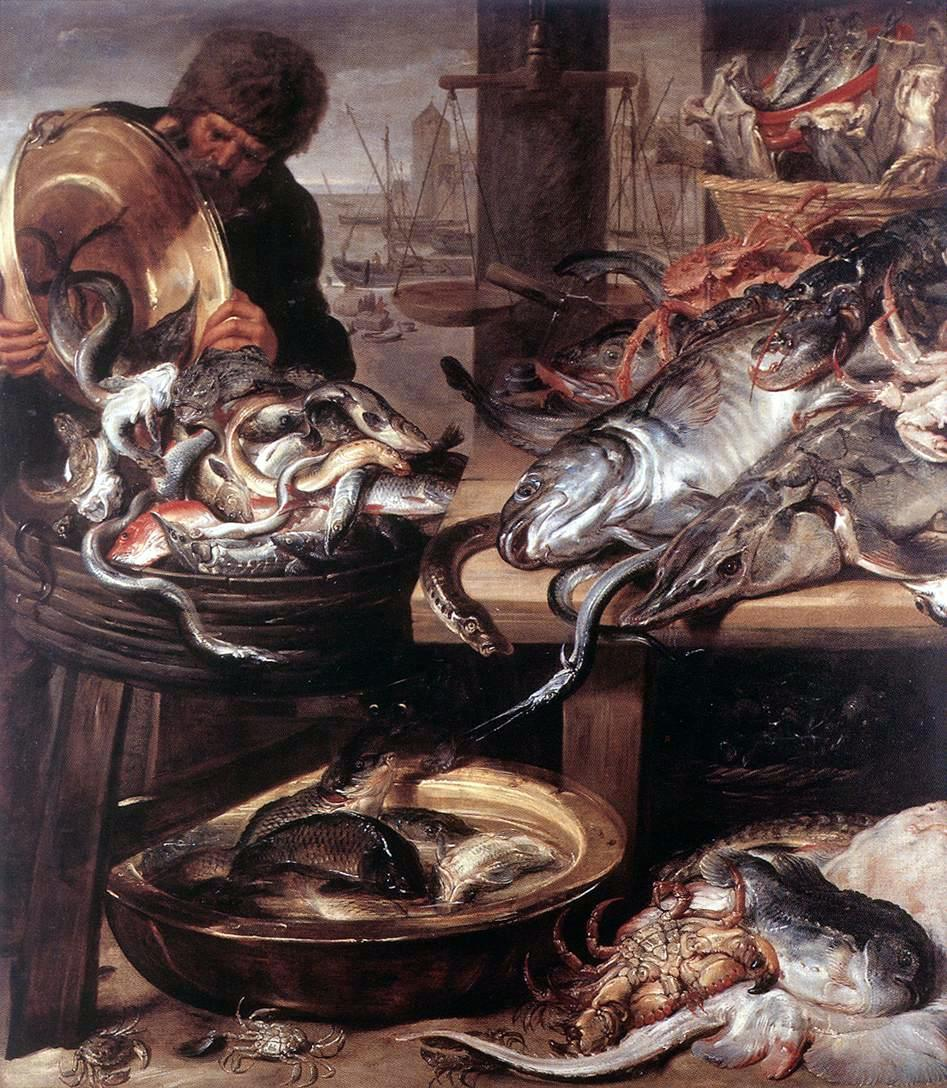
Le Poissonnier, Frans Snyders (1579-1653)).

Una peixateria o pescateria és un comerç que es dedica a vendre peix i marisc. En general no s'hi solen vendre les granotes, els rèptils, els caragols i altres animals, es podrien trobar a un o altre d'aquests comerços, però tot i així i de manera genèrica, la peixateria és el nom que designa el lloc de venda de les espècies marines a excepció dels mamífers marins. El patró dels pescadors i peixaters és l'Apòstol Pere, la seva festa se celebra el 29 de juny.
De la mateixa manera, en alguns llocs, el 30 de novembre se celebra la festa d'Andreu apòstol, com a patrocinador dels pescadors i peixaters.
La figura d'un venedor de peix s'utilitza també a certs països com a figura del pessebre.

## Història

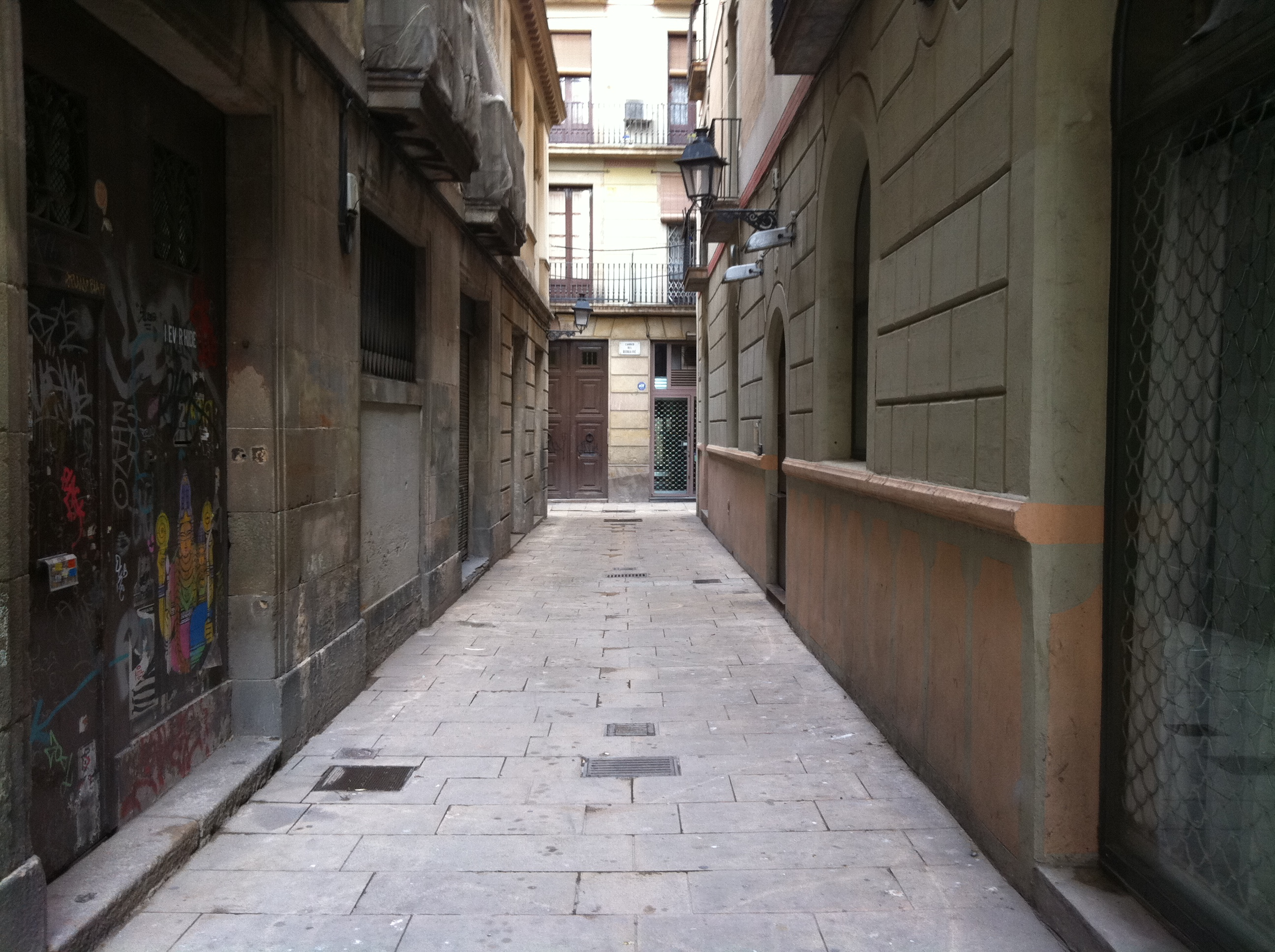
El carrer de la pescateria al Barri de la Ribera de Barcelona.

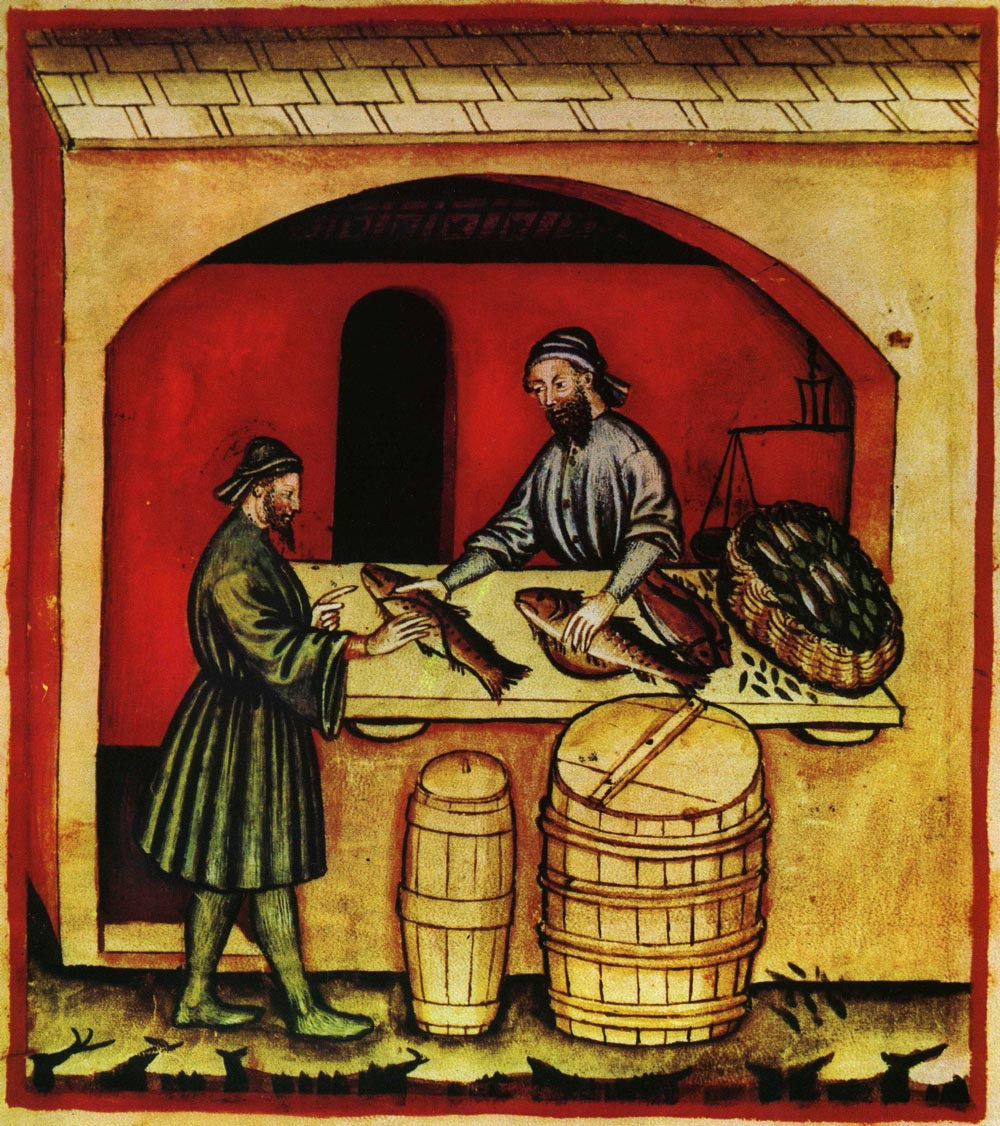
Peixateria, Taccuino Sanitatis.

A l'edat mitjana va ser un venedor de peix gremi de la llibertat organitzada comprars de la peixos va vendre.
A Alemanya la prova més antiga coneguda de l'existència de pescadors i peixaters organitzats, és el gremi que data de l'any 1106 amb relació al "gremi de peixaters" de la ciutat de Worms. En aquell moment, es va presentar al consell de la ciutat amb 23 comerciants de peix que es constituïen en gremi per a la venda exclusiva de peix i productes peribles.
Al segle xv i segle XV va sorgir la dinastia de la família Loitz (originària de Greifswald i anomenada "els Fugger del nord"), tristament cèlebre quan la seva fallida econòmica va arrossegar fortunes senceres i quasi països. Els Loitz van bastir un poderós imperi comercial de venda de peix (i també de sal, necessària per a conservar-lo), amb base a Szczecin. Avui dia la "casa Loitz" de Szczecin és l'escola d'art de la ciutat.
A Catalunya hi ha un document de l'any 1600, sobre un pagament de cent lliures (XLIX + LI) al mestre Martí Giró:
| « | ...quaranta nou lliures a compliment del preu fet de la Pescateria, y sinquanta una lliura a bon compte per les millores ha fetes en la dita obra, en ferla mes llarga y mes ampla..., no obstant no hage fet encara los padrissos... | » |

Hi ha un altre document de l'any 1610 una "suplicatio" de l'abat de Montserrat de cent noranta lliures "per embelliment de la capella" que implica una peixateria, als pactes entre el Consell i el mestre Pere Matheu diu:
| « | dit mestra Pere Matheu conve (...) que desfera los dits nou pilars de la dita pescateria, que vuy estan edificats al extrem vers la torra nova y aquells mudara y assentara al altra cap de la pescateria, devers los escorxadors y derrocara los tros de la muralla que sera menester per mudar dits pilars al respecte y de la manera que vuy es dita pescateria, fent servir totes les pedres de dits nou pilars que desfera, y les teules, bigues y demes fusta del tros de la porxada que dits pilars sustenten... | » |

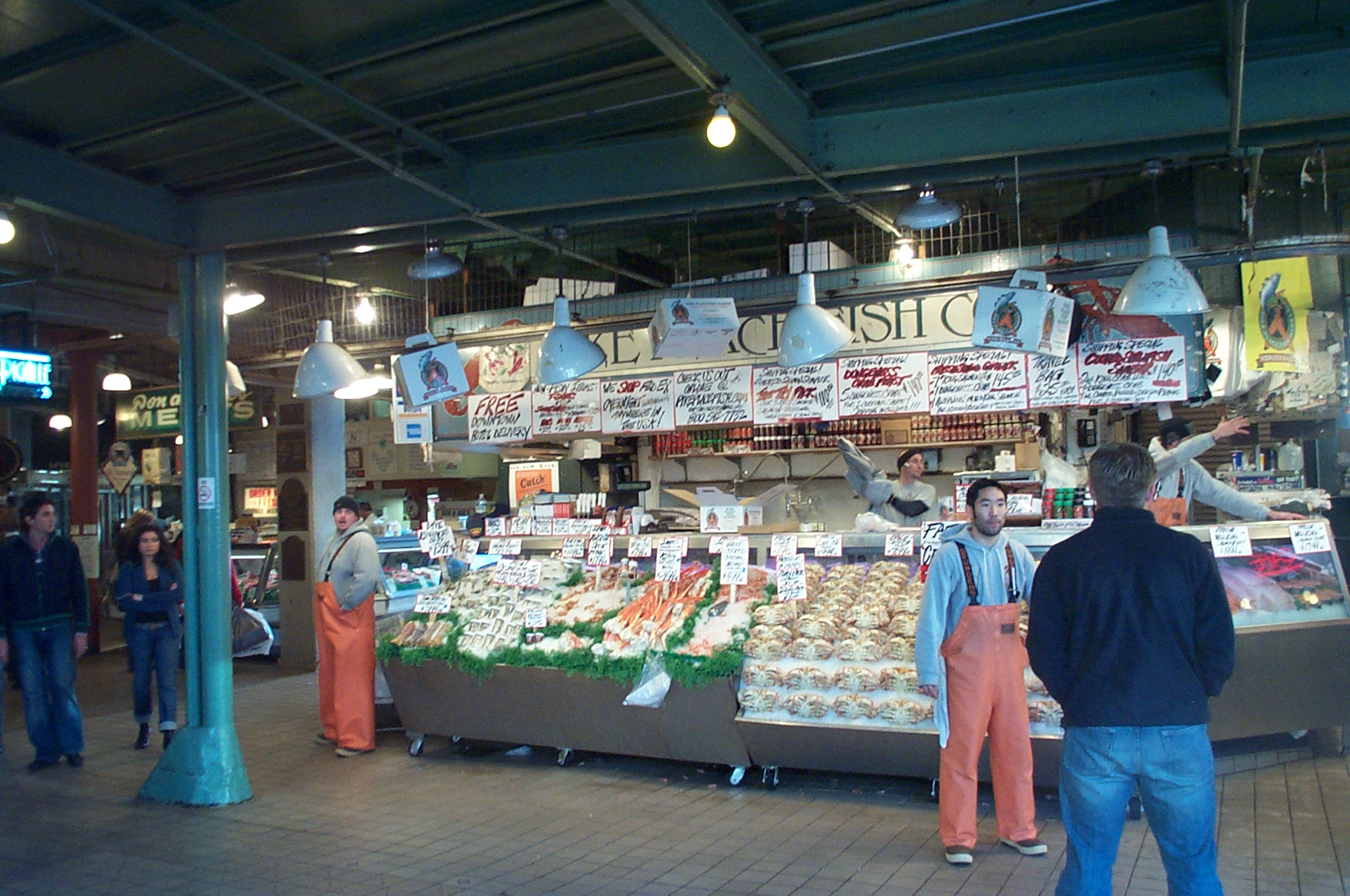
Peixateria a Seattle (Pike Place Market).

A Catalunya la majoria dels peixaters treballen com a comerciants independents, van a compra-lo amb furgonetes frigorífiques a la subhasta del peix o a llocs com Mercabarna. El tipus de negoci reservat al peixater o la peixatera és treballar en una peixateria o en un mercat com "venedor de peix al detall", encara que com s'ha dit, també hi ha un perfil de peixaters que es dediquen a la compravenda al major

## La peixateria en la literatura
Els peixaters han tingut un paper prou important en la literatura, tal com els Loitz el van jugar en la política. Així, tenim entre altres obres: 
- Franz Lubojatzky:Els peixaters de Nàpols, novel·la, 1841, Publicació de Comptoir Grimsby
- Didier Savard:Dick Herrison 5 - La conspiració dels peixaters, ISBN 3-933187-41-9